# Vera Zvonareva
Vera Igorevna Zvonareva (em russo:  Вера Игоревна Звонарёва; Moscou, 7 de setembro 1984) é uma tenista profissional russa que foi finalista em simples de Wimbledon e do US Open, ambos em 2010, e teve como melhor ranking a segunda colocação da WTA, alcançada também em 2010.
Durante sua carreira em simples conquistou 12 títulos e em duplas 14, sendo três Grand Slams em duplas (Australian Open de 2012, US Open de 2006 e US Open de 2020, "14 anos após o primeiro título do US Open").

## Carreira

### 2000–2010
Zvonareva começou a se envolver com o tênis aos seis anos de idade e tornou-se uma tenista profissional a partir de 2000. No final de 2002 e ela já estava no Top 50, e em 2003 - entre as 20 melhores. Nesse período, suas maiores conquistas foram: um torneio de US$ 50 mil em Naples, Flórida em abril de 2002; a final do "Internazionali Femminili di Palermo" e a semifinal do "Idea Prokom Open" em julho de 2002; a final do "Croatian Bol Ladies Open" e a semifinal do "Internationaux de Strasbourg" em maio de2003; a semifinal do "Wien Energie Grand Prix" em junho de 2003 e a semifinal do "Generali Ladies Linz" em outubro de 2003.
Zvonareva venceu o US Open de 2004 nas duplas mistas, com Bob Bryan.
Em 2006 Zvonareva ganhou o US Open nas duplas femininas (com Nathalie Dechy) e Torneio de Wimbledon em duplas mistas (com Andy Ram).
No dia 17 de agosto de 2008, nos Jogos Olímpicos de Pequim Zvonareva derrotou a chinesa Li Na na partida que decidiu o terceiro lugar, conquistando a medalha de bronze em simples.
A tenista jogou duas vezes no WTA Finals, que envolve as 8 melhores tenistas do mundo, no encerramento da temporada: Em novembro de 2008, Zvonareva foi capaz de chegar a final do prestigiado torneio, vencendo 4 jogos: a tenista numero 1 do mundo Jelena Jankovic, Ana Ivanovic, Svetlana Kuznetsova e Elena Dementieva. No entanto, na final Zvonareva perdeu para a norte-americana Venus Williams em jogo de três sets. Como prêmio para este torneio Zvonareva recebeu 715 000 dólares, o que lhe permitiu superar a marca de 5 milhões de dólares de premiação em sua carreira.
Em 2009, depois de vencer Marion Bartoli, Zvonareva alcançou a semifinal do Australian Open a qual perdeu para Dinara Safina em sets diretos. Meses depois, ganhou seu primeiro torneio da série Premier em simples - na final de Indian Wells, vencendo da ex-numero 1 do mundo, e defensora do título, Ana Ivanovic em sets diretos.
Em 2010 chegou a final de simples (perdeu para Serena Williams) e de duplas de Wimbledon ao lado de Elena Vesnina, mas acabaram perdendo para a cazaque Yaroslava Shvedova e a americana Vania King por 7/6 (8/6) e 6/2. No mesmo ano também chegou a final do US Open, sendo derrotada pela belga Kim Clijsters por 6-2, 6-1. Com esses resultados ela chegou ao final do ano como N° 2 do ranking da WTA.

### 2022: Ressurgimento e volta ao top 25 em duplas, entre as 250 primeiras em simples
Zvonareva começou a temporada na primeira edição do Melbourne Summer Set 1. Ela derrotou a nona cabeça de chave Alison Riske na primeira rodada. Ela perdeu na segunda rodada para a vinda da qualificatória Zheng Qinwen. Em duplas, ela e Viktória Hrunčáková [en] caíram nas semifinais para as eventuais campeãs, Asia Muhammad / Jessica Pegula. No Australian Open, ela foi derrotada na primeira rodada pela 19ª cabeça de chave e semifinalista de 2018, Elise Mertens.
Zvonareva sofreu uma sequência de seis derrotas consecutivas em simples: Zvonareva caiu na primeira rodada do St. Petersburg Ladies' Trophy para Tereza Martincová, no Dubai Tennis Championships para a top 10 Ons Jabeur em um jogo de três sets e derrotas consecutivas para Alison Van Uytvanck. No entanto, ela conseguiu chegar às semifinais de duplas em São Petersburgo ao lado de Anastasia Potapova e conquistou o título de duplas no Aberto de Lyon com a ex-parceira Laura Siegemund. Sua sequência de derrotas terminou em Miami, onde ela começou na qualificatória, mas venceu quatro partidas consecutivas, incluindo uma vitória por dois sets sobre a 19ª cabeça de chave Tamara Zidanšek na segunda rodada, antes de perder para Danielle Collins na terceira. Como resultado, ela voltou ao top 100 no ranking de simples.
Ela terminou o ano em 273º lugar em simples e 31º em duplas.

### 2023: Final de duplas em Major, fora das Top 500, primeiras vitórias de simples entre as Top 20 em mais de um ano
No ranking de simples, Zvonareva saiu do top 500 em 3 de abril de 2023.
Nas duplas, chegou à final do Us Open com Laura Siegemund. No mesmo torneio ela se classificou para a chave principal de simples.
Ela recebeu um "wild card" para a chave principal de simples no Aberto da China. Ranqueada em 369º lugar, ela se classificou para a chave principal do WTA 500 Zhengzhou Open e derrotou a nona cabeça de chave e compatriota Veronika Kudermetova, sua primeira vitória entre as 20 primeiras desde Roma em maio de 2021.
Devido à sua performance ao longo da temporada, Zvonareva e a parceira Laura Siegemund chegaram ao WTA Finals elas passaram pela chave de grupos e pela semifinal onde venceram a dupla Storm Hunter / Elise Mertens em jogo de três sets. Elas chegaram ao título derrotando na final a dupla Nicole Melichar-Martinez / Ellen Perez em sets diretos.
Ela terminou o ano em 256º lugar em simples e 9º em duplas.

### 2024
Zvonareva teve um início de temporada difícil. Tentou a qualificatória para o Abu Dhabi Open sem sucesso, ficou na primeira rodada de um torneio W35 da ITF no Chipre, no início de março e na segunda rodada no torneio de mesmo nível ocorrido no mesmo local no final daquele mês. No torneio de Antália, na Turquia, ficou também na primeira rodada da qualificatória para a chave de simples, porém, na chave de duplas, com a parceira Timea Babos, chegaram à final que perderam para a dupla italiana Angelica Moratelli [en] / Camilla Rosatello [en] em jogo de três sets. Seu próximo compromisso foi no Porsche Tennis Grand Prix para o qual não conseguiu se qualificar para a chave de simples mas na chave de duplas chegou às quartas de final onde com a parceira Anastasia Potapova perderam para a dupla Ulrikke Eikeri [en] / Ingrid Neel [en]. Em seguida, no Aberto de Madri, participou apenas da chave de duplas tendo como parceira Mirra Andreeva e chegaram às oitavas de final, onde perderam para a dupla Barbora Krejčíková / Laura Siegemund em sets diretos.

## Vida pessoal
Em 2007, Zvonareva formou-se na Russian State University com licenciatura em Educação Física. Ela também estudou Relações Econômicas Internacionais na Diplomatic Academy of the Ministry of Foreign Affairs in Moscow. 
Em 23 de agosto de 2016, ela anunciou seu casamento. Durante o período, tornou-se mãe.

## Títulos

### Finais de Grand Slam

#### Simples: 2 (0–2)
| Posição | Ano  | Campeonato | Piso  | Oponente        | Placar   |
| ------- | ---- | ---------- | ----- | --------------- | -------- |
| Vice    | 2010 | Wimbledon  | Grama | Serena Williams | 3–6, 2–6 |
| Vice    | 2010 | US Open    | Duro  | Kim Clijsters   | 2–6, 1–6 |

#### Duplas: 3 (2–1)
| Posição | Ano  | Campeonato          | Piso  | Parceira            | Oponentes                        | Placar        |
| ------- | ---- | ------------------- | ----- | ------------------- | -------------------------------- | ------------- |
| Campeã  | 2006 | US Open             | Duro  | Nathalie Dechy      | Dinara Safina Katarina Srebotnik | 7–6(7–5), 7–5 |
| Vice    | 2010 | Wimbledon           | Grama | Elena Vesnina       | Vania King Yaroslava Shvedova    | 6–7(6–8), 2–6 |
| Campeã  | 2012 | Aberto da Austrália | Hard  | Svetlana Kuznetsova | Sara Errani Roberta Vinci        | 5–7, 6–4, 6–3 |

#### Duplas mistas: 2 (2–0)
| Posição | Ano  | Campeonato | Piso  | Parceiro  | Oponentes                    | Placar   |
| ------- | ---- | ---------- | ----- | --------- | ---------------------------- | -------- |
| Campeã  | 2004 | US Open    | Duro  | Bob Bryan | Alicia Molik Todd Woodbridge | 6–3, 6–4 |
| Campeã  | 2006 | Wimbledon  | Grama | Andy Ram  | Venus Williams Bob Bryan     | 6–3, 6–2 |

## WTA

### Simples
| Antes de 2009           | A partir de 2009      |
| ----------------------- | --------------------- |
| Grand Slam torneios (0) |                       |
| Ouro Olimpico (0)       |                       |
| WTA Championships (0)   |                       |
| Tier I (0)              | Premier Mandatory (1) |
| Tier II (0)             | Premier 5 (0)         |
| Tier III (6)            | Premier (1)           |
| Tier IV (1)             | International (3)     |

| N.  | Data                    | Torneio                      | Piso          | Oponente na final          | Placar           |
| 1.  | 04 de maio de 2003      | Bol, Croácia                 | saibro        | Conchita Martínez Granados | 6–1, 6–3         |
| 2.  | 21 de fevereiro de 2004 | Memphis, EUA                 | dura (indoor) | Lisa Raymond               | 4–6, 6–4, 7–5    |
| 3.  | 19 de fevereiro de 2005 | Memphis, Estados Unidos (2)  | dura (indoor) | Meghann Shaughnessy        | 7–6(3), 6–2      |
| 4.  | 18 de junho de 2006     | Birmingham, Inglaterra       | grama         | Jamea Jackson              | 7–6(12), 7–6(5)  |
| 5.  | 23 de julho de 2006     | Cincinnati, Estados Unidos   | dura          | Katarina Srebotnik         | 6–2, 6–4         |
| 6.  | 04 de maio de 2008      | Praga, República Tcheca      | saibro        | Victoria Azarenka          | 7–6(2), 6–2      |
| 7.  | 21 de setembro de 2008  | Guangzhou, China             | dura          | Peng Shuai                 | 6–7(4), 6–0, 6–2 |
| 8.  | 15 de fevereiro de 2009 | Pattaya, Tailândia           | dura          | Sania Mirza                | 7–5, 6–1         |
| 9.  | 22 de março de 2009     | Indian Wells, Estados Unidos | dura          | Ana Ivanovic               | 7–6(5), 6–2      |
| 10. | 14 de fevereiro de 2010 | Pattaya, Tailândia (2)       | dura          | Tamarine Tanasugarn        | 6–4, 6–4         |
| 11. | 26 de fevereiro de 2011 | Doha, Catar                  | dura          | Caroline Wozniacki         | 6-4, 6-4         |
| 12. | 24 de julho de 2011     | Baku, Azerbaijão             | Dura          | Ksenia Pervak              | 6-1, 6-4         |

### Duplas
| Antes de 2009           | A partir de 2009      |
| ----------------------- | --------------------- |
| Grand Slam torneios (2) |                       |
| Ouro Olimpico (0)       |                       |
| WTA Championships (0)   |                       |
| Tier I (2)              | Premier Mandatory (1) |
| Tier II (0)             | Premier 5 (0)         |
| Tier III (0)            | Premier (0)           |
| Tier IV (1)             | International (0)     |

| N. | Data                  | Torneio                      | Piso    | Parceiro            | Oponente na final                   | Placar           |
| 1. | 10 de outubro de 2004 | Moscou, Rússia               | carpete | Anastasia Myskina   | Virginia Ruano Pascual Paola Suárez | 6–3, 4–6, 6–2    |
| 2. | 02 de maio de 2005    | Berlim, Alemanha             | saibro  | Elena Likhovtseva   | Cara Black Liezel Huber             | 4–6, 6–4, 6–3    |
| 3. | 02 de janeiro de 2006 | Auckland, Nova Zelândia      | dura    | Elena Likhovtseva   | Émilie Loit Barbora Strýcová        | 6–3, 6–4         |
| 4. | 28 de agosto de 2006  | US Open, Estados Unidos      | dura    | Nathalie Dechy      | Dinara Safina Katarina Srebotnik    | 7–6(5), 7–5      |
| 5. | 21 de março de 2009   | Indian Wells, Estados Unidos | dura    | Victoria Azarenka   | Gisela Dulko Shahar Pe'er           | 6–4, 3–6, [10–5] |
| 6. | 27 de janeiro de 2012 | Aberto da Austrália          | dura    | Svetlana Kuznetsova | Sara Errani Roberta Vinci           | 5-7, 6–4, 6-3    |

### Fed Cup
- 2004 contra a França por 3-2, com Anastasia Myskina e Svetlana Kuznetsova.
- 2008 contra a Espanha por 4-0, com Ekaterina Makarova, Elena Vesnina e Svetlana Kuznetsova.